# Haselbrunn (Plauen)
Haselbrunn ist ein Ortsteil im nördlichen Stadtgebiet von Plauen.

## Geographie

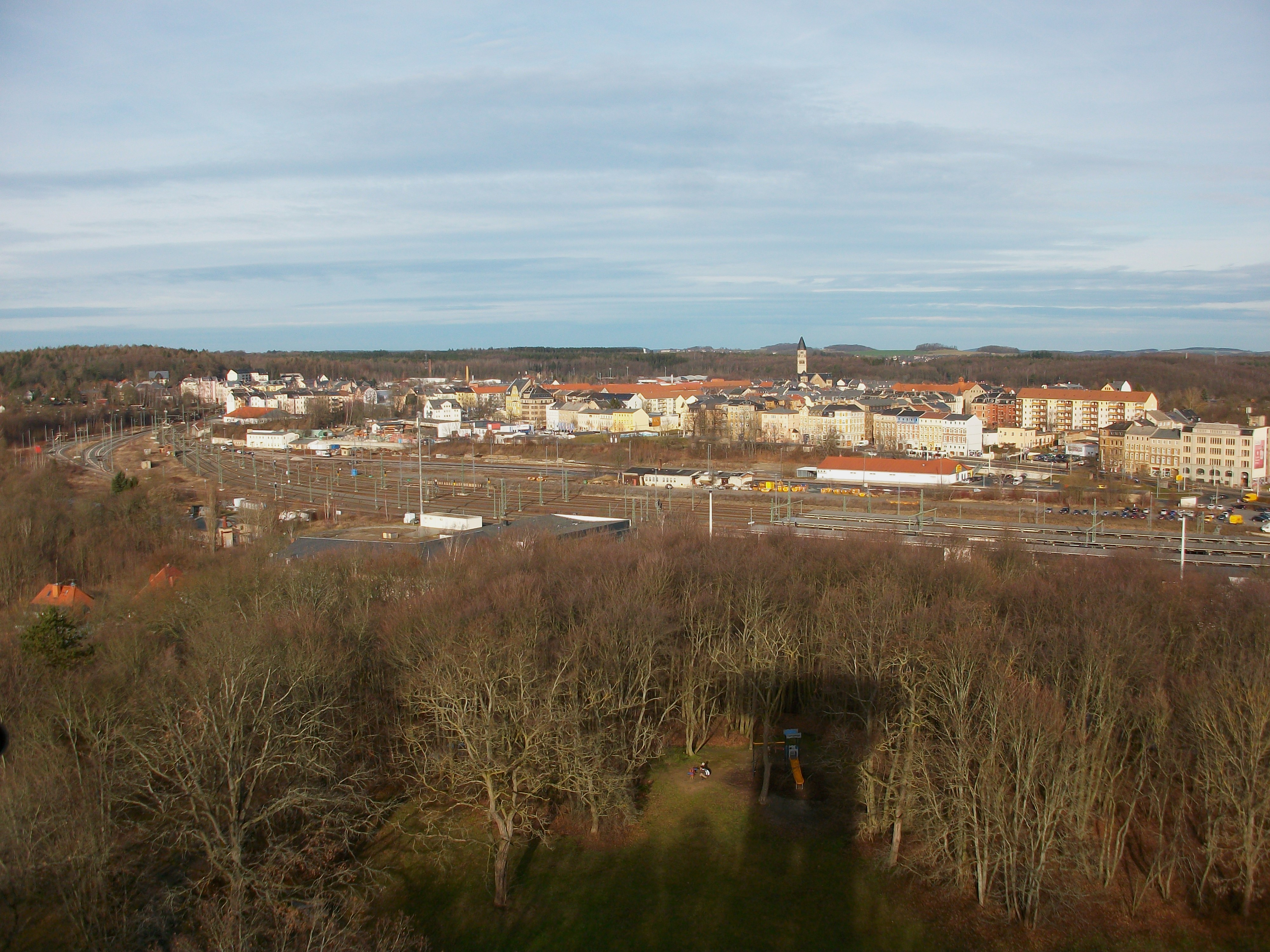
Blick vom Bärensteinturm (Plauen) auf Plauen (Vogtl) oberer Bahnhof und Haselbrunn

Haselbrunn liegt im Norden Plauens und grenzt an acht weitere Stadtteile Plauens.
|            | Jößnitz                                     | Reißigwald mit Lochhaus |
| Kauschwitz | Kompassrose, die auf Nachbargemeinden zeigt | Reißig                  |
| Syratal    | Bahnhofsvorstadt                            | Reißiger Vorstadt       |

Die Fläche des Ortsteils besteht zu 17,2 % aus Landwirtschaftlicher Nutzfläche und zu 44,3 % aus Wald. Die restliche Fläche sind Straßen, Wohn- und Industrieflächen.
Im Norden des Stadtteils entspringt der Pietzschebach, der durch den nordwestlichen Teil Haselbrunns fließt und später in die Weiße Elster mündet.

## Geschichte
Der Ort wurde 1418 als Haselbrun erwähnt. Es handelte sich um ein Platzdorf in Blockflur. Am 14. März 1611 kaufte der Stadtrat das Gut Haselbrunn aus dem Konkurs des kurfürstlichen Amtsschlossers Nocolas Wenigel für 1050 Gulden. Für weitere 1800 Gulden wurden der Rehnsberg (Rähnisberg), das Heidenreich, das Erbholz sowie Kembler (Kemmler) und Glockenberg gekauft. Am 21. August 1613 konnte der Rat für 2500 Gulden auch die restlichen Haselbrunner Grundstücke aus der Konkursmasse erwerben. Bis 1829 wurde das Vorwerk Haselbrunn verkauft, um die Kriegsschulden der Stadt zu bezahlen. Haselbrunn gehörte bis ins 19. Jahrhundert zum Amt Plauen. Am 6. September 1898 beschloss der Stadtrat einstimmig die Eingemeindung von Haselbrunn. Zum 1. Januar 1899 trat diese in Kraft.

### Entwicklung der Einwohnerzahl
| Jahr | Einwohnerzahl                                            |
| ---- | -------------------------------------------------------- |
| 1557 | 7 besessene Mann, 3 Inwohner                             |
| 1764 | 11 besessene Mann, 2 Häusler, 1 1/3 Hufen je 30 Scheffel |
| 1834 | 113                                                      |
| 1871 | 342                                                      |
| 1890 | 2122                                                     |

| Jahr | Einwohnerzahl |
| ---- | ------------- |
| 2002 | 4619          |
| 2011 | 4361          |

## Kultur und Sehenswürdigkeiten

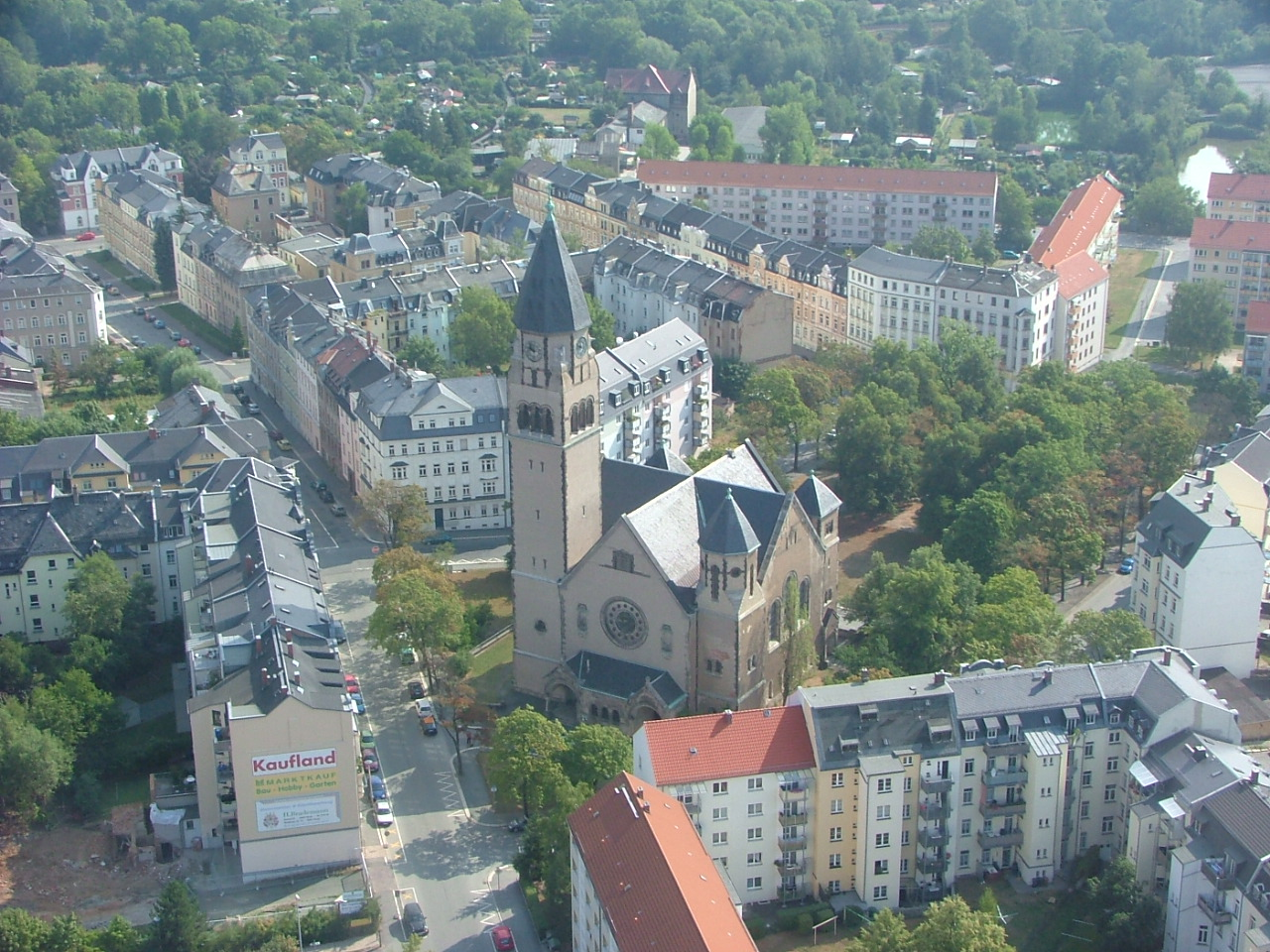
Die Markuskirche

Wahrzeichen des Stadtteils ist die Markuskirche, die von 1910 bis 1913 erbaut wurde. Es handelt sich um einen neobyzantinischen Bau, der von Architekt Heinrich Adam entworfen und unter der Leitung des Stadtbaurats Wilhelm Goette ausgeführt wurde. Im Zweiten Weltkrieg wurde die Kirche durch einen Bombenangriff beschädigt und in den Nachkriegsjahren nach und nach wieder instand gesetzt. 1965 bis 1967 wurde der Kirchsaal auf Höhe der Emporen geteilt und es entstanden ein oberer und ein unterer Kirchsaal und verschiedene Gemeinderäume. 2003 wurde der obere Saal renoviert, wobei die alte Malerei von 1913 wieder freigelegt wurde.

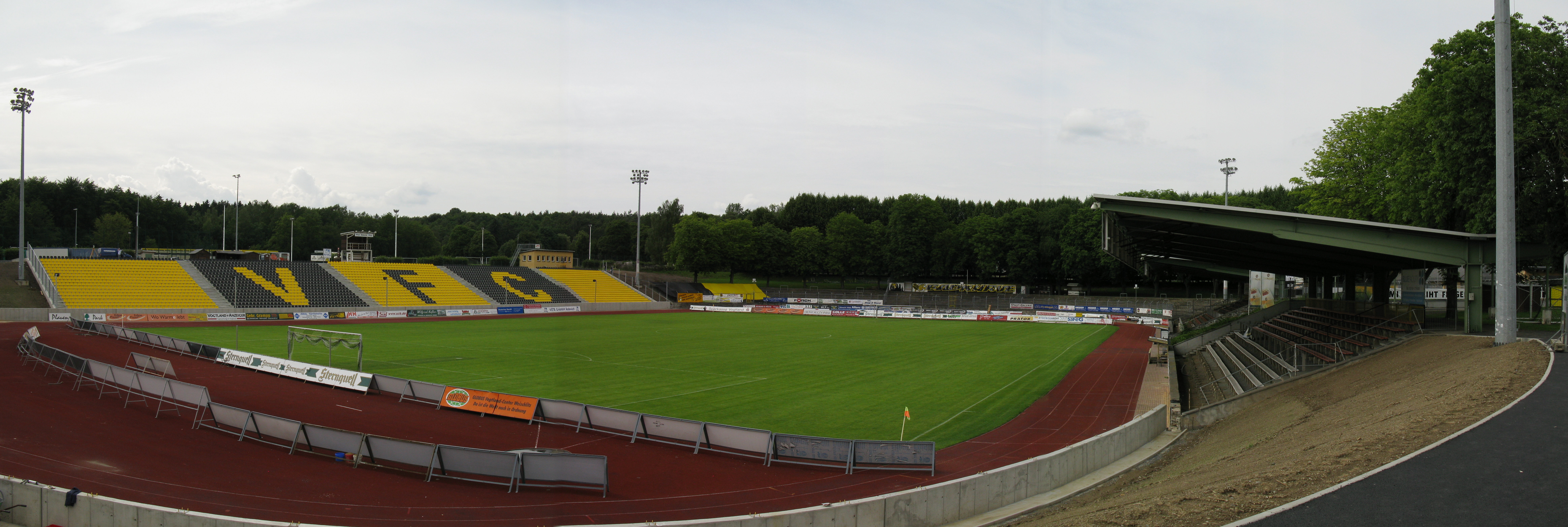
Das Vogtlandstadion im Norden Haselbrunns

Das Vogtlandstadion ist ein Fußballstadion mit Leichtathletikanlage und Heimstätte des VFC Plauen. Es befindet sich im nördlichen Teil Haselbrunns, in der Nähe des Stadtwaldes und ist die größte Freiluftsportfläche der Stadt.
Um den Rasenplatz, auf dem unter anderem die Fußballspiele der ersten Mannschaft stattfinden, zieht sich eine Tartanbahn. Umgeben wird diese vom Zuschauerbereich, der derzeit über eine Kapazität von 16.400 Plätzen verfügt. Davon befinden sich rund 5.000 Sitzplätze auf drei Tribünen und etwa 12.000 Stehplätze im restlichen Areal. Auf dem Trainingsgelände befinden sich weiterhin ein Hartplatz, ein Naturrasenplatz sowie ein Kunstrasenplatz. Am 3. März 2011 erfolgte die Umbenennung des inneren Stadionteils mit dem Fußballplatz in Sternquell-Arena.
Gegenüber dem Stadion befindet sich das Freibad Haselbrunn, eins von zwei Freibädern der Stadt.

## Wirtschaft und Infrastruktur

### Verkehr
Charakteristisch ist die Eisenbahnschleife der Bahnstrecke Leipzig–Hof, die Haselbrunn umschließt. Diese gehört zur Sachsen-Franken-Magistrale.
Im westlichen Teil führt die Bundesstraße 92 in Nord-Süd-Richtung durch Haselbrunn. Am 17. Mai 1902 wurde Haselbrunn an das Liniennetz der Straßenbahn Plauen angeschlossen. In den folgenden Jahren wurde die Strecke immer weiter verlängert, heute führt sie bis zur Endhaltestelle „Plamag“.
Über die B 92 verkehrt die TaktBus-Linie 42 im Zweistundentakt nach Pausa und Zeulenroda.

### Ansässige Unternehmen
Im Nordwesten des Stadtteils befindet sich das Gelände der Plamag Plauen, einem Druckmaschinenhersteller, der bis zur stufenweisen Insolvenz zwischen 2011 und 2012 der größte Arbeitgeber der Stadt war. Das Gelände wird jetzt als Industriepark vermarktet.